# Foreste dell'interno di Bahia
Le foreste dell'interno di Bahia sono un'ecoregione dell'ecozona neotropicale, definita dal WWF (codice ecoregione: NT0104), situata nel Brasile orientale, tra la foresta costiera di Bahia e le aride boscaglie e savane dell'interno del Paese; appartiene al più esteso bioma della Foresta Atlantica.

## Geografia

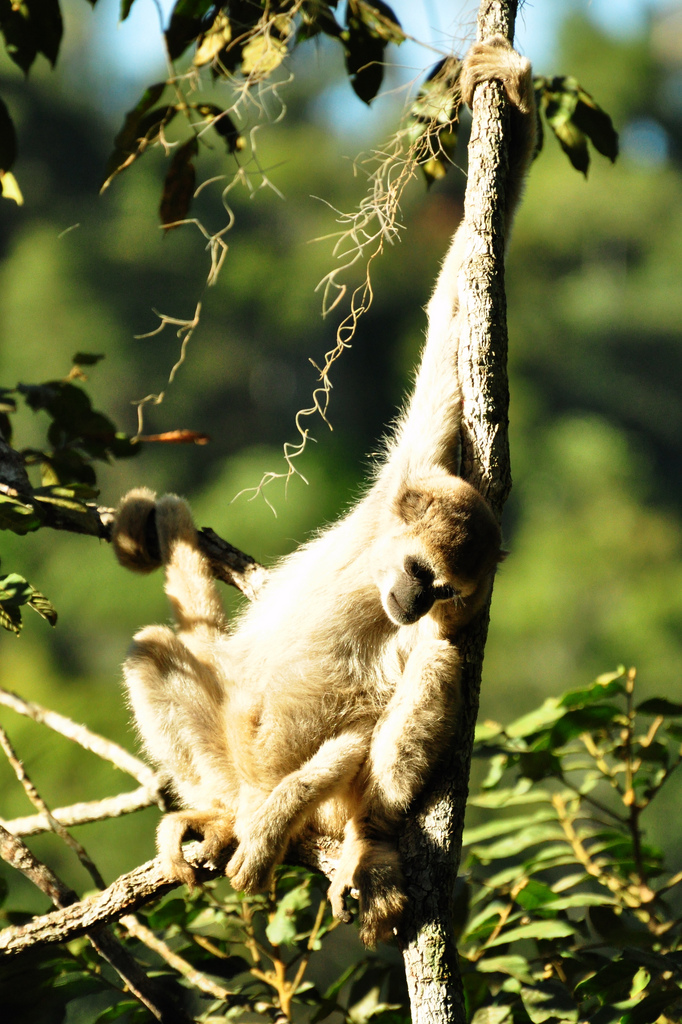
Il murichi settentrionale è una delle specie minacciate dell'ecoregione.

Le foreste dell'interno di Bahia ricoprono un'area di 230.000 km², estesa attraverso porzioni degli stati di Bahia, Espírito Santo, Minas Gerais, Rio de Janeiro e Sergipe. Si trovano al di là della foresta costiera di Bahia, che dal litorale si spinge per circa 150 km nell'interno. Sono delimitate a nord, nel punto in cui si spingono più vicine alla costa, dal corso del fiume São Francisco, mentre ad ovest confinano con le aride boscaglie della caatinga. Più a sud, le foreste penetrano più nell'interno, fino al corso dei fiumi Paraíba do Sul, Rio Preto e Rio Grande, che a sud-ovest ne delimitano il confine con la foresta atlantica dell'Alto Paraná-Paranaíba.

## Flora
Secondo l'Instituto Brasileiro de Geografia e Estatística (IBGE), la Foresta Atlantica del Minas Gerais, dell'interno dello stato di Bahia e della parte meridionale di quello di Espírito Santo è costituita da specie semi-decidue o decidue. In questa ecoregione è diffusa una specie gravemente minacciata, il «palissandro brasiliano» (Dalbergia nigra).

## Fauna
La fauna dell'ecoregione è scarsamente conosciuta. Recentemente è stata descritta qui una nuova specie di primate, il callicebo di Coimbra Filho (Callicebus coimbrai); un'altra specie, il murichi settentrionale (Brachyteles hypoxanthus), è endemica dell'ecoregione.

## Conservazione

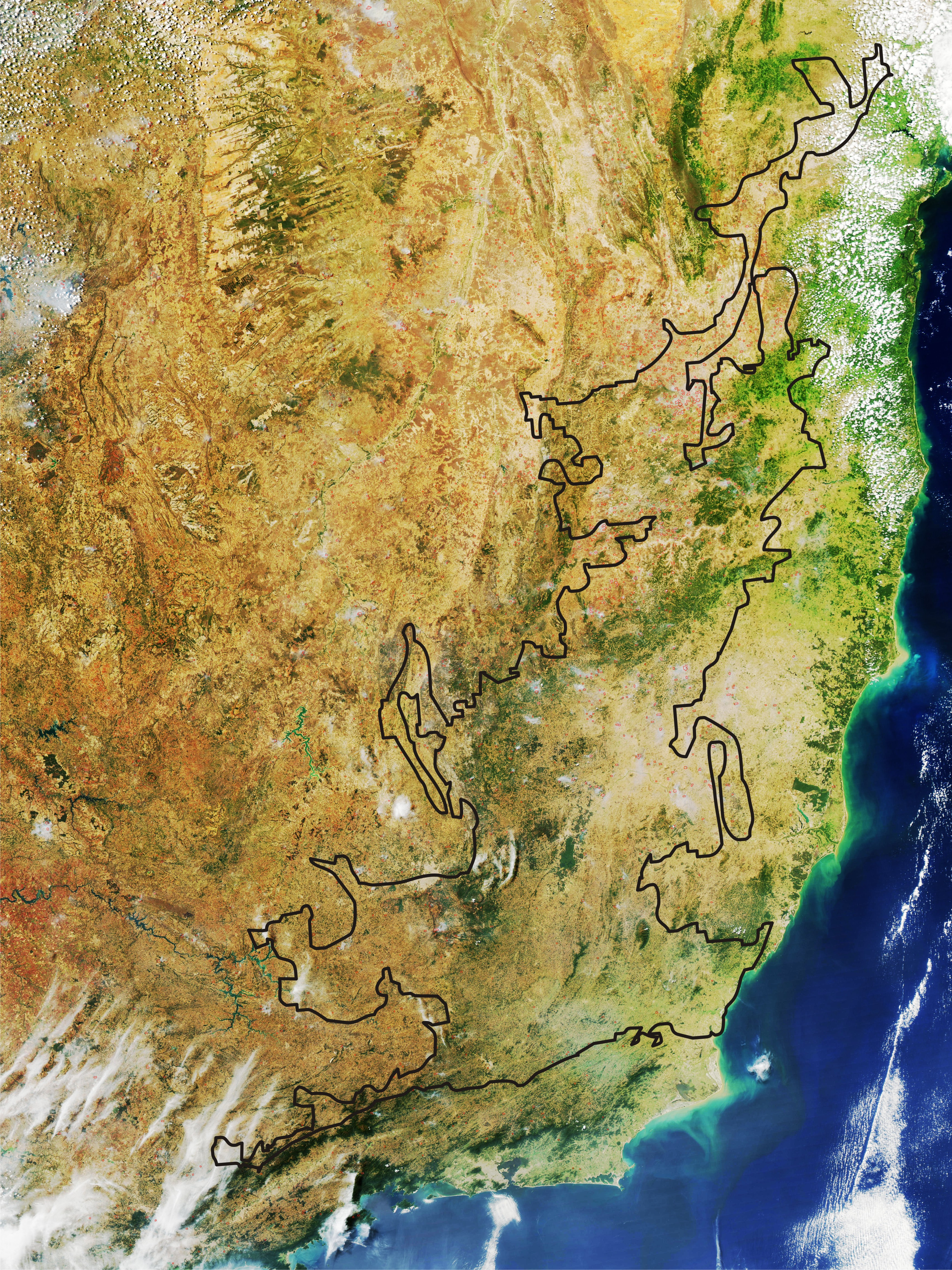
Questa immagine satellitare mostra chiaramente il grado di deforestazione dell'ecoregione (contornata da una linea nera).

Le foreste dell'interno di Bahia sono una delle ecoregioni della Foresta Atlantica che sono state più modificate dalle attività umane. La maggior parte dei lembi di foresta rimasti hanno una superficie inferiore ai 10 km², e perfino queste zone sono tuttora minacciate da fattori antropici, come gli incendi, la deforestazione illegale e la caccia incontrollata. Meno del 2% dell'ecoregione gode di un qualsiasi livello di protezione. Il tratto di foresta più esteso rimasto è quello protetto all'interno del parco statale del Rio Doce, di 359 km² di superficie.